# 7940 Erichmeyer
7940 Erichmeyer este un asteroid din centura principală de asteroizi.

## Descriere
7940 Erichmeyer este un asteroid din centura principală de asteroizi. A fost descoperit pe 13 martie 1991 la Observatorul Oak Ridge din Harvard, Massachusetts. El prezintă o orbită caracterizată de o semiaxă mare de 2,64 ua, o excentricitate de 0,09 și o înclinație de 3,7° în raport cu ecliptica.